# Кхулна
Кхулна (англ. Khulna, бенг. খুলনা) — третє за розміром місто в Бангладеш, розташоване на березі рукавів Рупша і Бхайраб в Дельті Гангу, адміністративний центр округу Кхулна. Місто є важливим промисловим та комерційним центром країни. До його агломерації входить великий морський порт Монґла, за 38 км від центра міста.

## Клімат
Місто знаходиться у зоні, котра характеризується кліматом тропічних саван. Найтепліший місяць — травень із середньою температурою 29.8 °C (85.6 °F). Найхолодніший місяць — січень, із середньою температурою 19 °С (66.2 °F).
| Клімат Кхулни           | Клімат Кхулни | Клімат Кхулни | Клімат Кхулни | Клімат Кхулни | Клімат Кхулни | Клімат Кхулни | Клімат Кхулни | Клімат Кхулни | Клімат Кхулни | Клімат Кхулни | Клімат Кхулни | Клімат Кхулни | Клімат Кхулни |
| Показник                | Січ.          | Лют.          | Бер.          | Квіт.         | Трав.         | Черв.         | Лип.          | Серп.         | Вер.          | Жовт.         | Лист.         | Груд.         | Рік           |
| Абсолютний максимум, °C | 32            | 35            | 40            | 42            | 42            | 40            | 38            | 41            | 35            | 38            | 32            | 32            | 42            |
| Середній максимум, °C   | 25,6          | 28,5          | 33,1          | 34,6          | 34,3          | 32,9          | 31,8          | 31,8          | 32            | 32            | 29,9          | 26,5          | 31,1          |
| Середня температура, °C | 19            | 22            | 26,8          | 29,3          | 29,8          | 29,5          | 28,9          | 29            | 28,9          | 28,1          | 24,8          | 20,2          | 26,3          |
| Середній мінімум, °C    | 12,4          | 15,4          | 20,5          | 23,9          | 25,2          | 26,1          | 26            | 26,2          | 25,8          | 24,1          | 19,6          | 13,9          | 21,6          |
| Абсолютний мінімум, °C  | 2             | 6             | 8             | 13            | 19            | 21            | 22            | 22            | 21            | 16            | 11            | 6             | 2             |
| Норма опадів, мм        | 13.3          | 44.4          | 52.1          | 87.5          | 200           | 335.6         | 329.8         | 323.5         | 254.7         | 129.8         | 32.1          | 6.6           | 1809.4        |
| Днів з дощем            | 2             | 3             | 3             | 6             | 11            | 14            | 17            | 16            | 13            | 7             | 2             | 1             | 95            |
| Вологість повітря, %    | 71            | 63            | 59            | 62            | 73            | 84            | 87            | 88            | 87            | 83            | 75            | 75            | 76            |
| ----------------------- | ------------- | ------------- | ------------- | ------------- | ------------- | ------------- | ------------- | ------------- | ------------- | ------------- | ------------- | ------------- | ------------- |
| Джерело: Weatherbase    |               |               |               |               |               |               |               |               |               |               |               |               |               |